# Fiat Trattori 702
Le Fiat 702 est le premier modèle de tracteur agricole construit par Fiat Trattori.

## Histoire

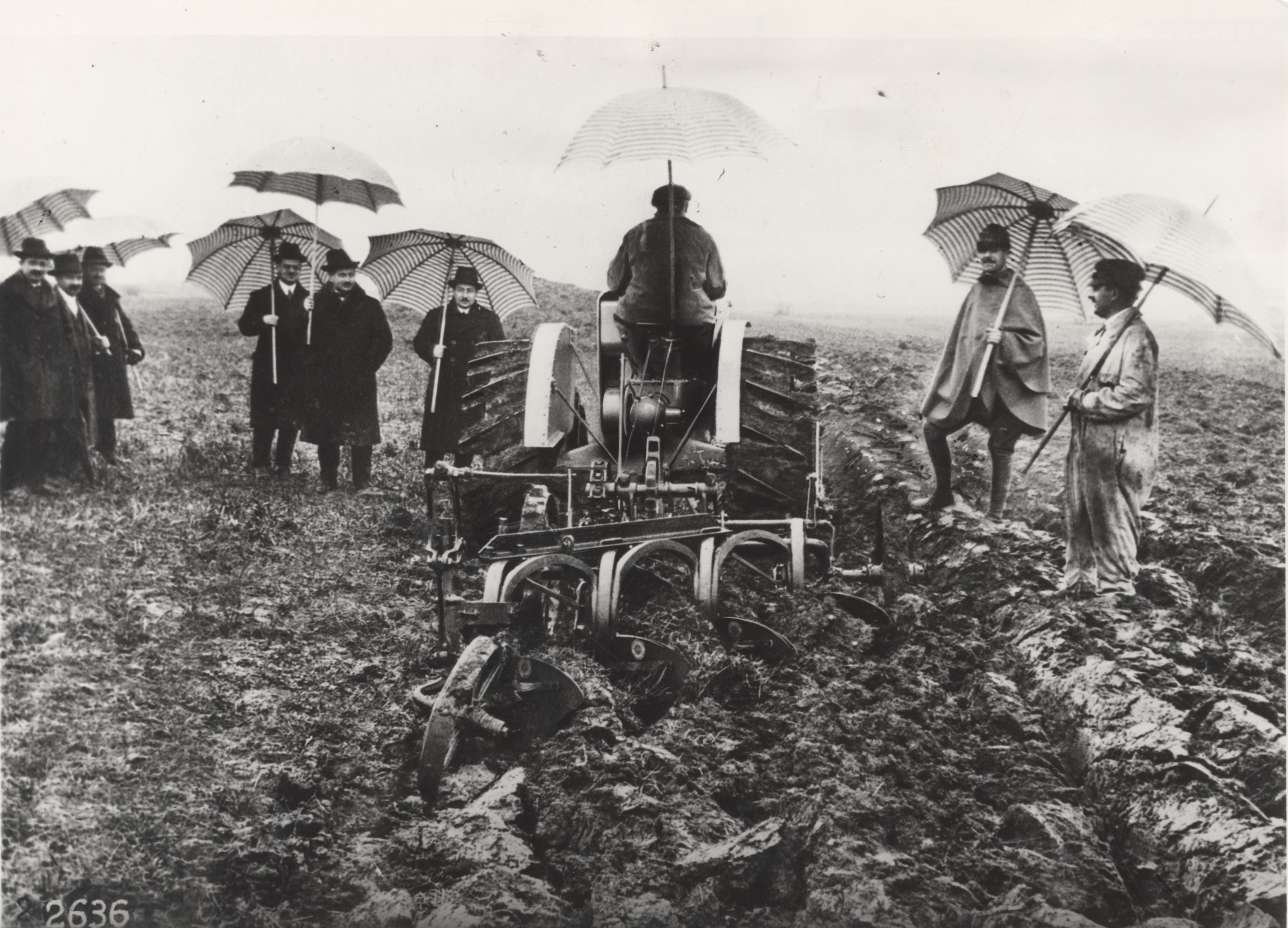
Fiat 702 de l'année 1919

Comme bien d'autres constructeurs de voitures à l'époque, Fiat commence à développer et tester dès 1910 un prototype de tracteur agricole. La première guerre mondiale ne lui permet pas de lancer cette fabrication qui sera repoussée au lendemain du conflit. Dès les lignes de fabrication des chars militaires arrêtées, Fiat lance son modèle de tracteur en 1919.
Au cours de cette première année de production, 263 exemplaires sont fabriqués et vendus.
Ce tracteur est en fait un vrai joyau technique pour l'époque. Lors de tests menés au Lincolnshire, en Grande Bretagne, le 26 août 1919, pour le concours du labour d'une prairie et le 1er novembre pour le labour d'un champ, l'excellente maniabilité ainsi que la faible consommation de carburant sont ses meilleurs atouts. Le Fiat 702 trainera une charrue à 6 socs et labourera 75 ares en à peine une heure à 20 cm de profondeur. Du jamais vu jusqu'alors.
Le Fiat 702 était équipé d'un moteur Fiat à 4 temps autoportant, à soupapes latérales opposées. Le bloc moteur et la culasse sont moulés ensemble en une seule pièce. À cette époque, le bronze et le cuivre étaient probablement abondants et peu chers car ces matériaux sont utilisés pour toutes les parties extérieures du radiateur, de la pompe à eau, de la pompe à huile, des conduites d'eau et de carburant, du carburateur, des robinets de décompression et des bouchons à eau. Pour entrainer le système de refroidissement, le Fiat 702 dispose d'une courroie en V alors que tous les autres constructeurs ne savent utiliser que la courroie plate. Le raccordement entre le moteur et la boîte de vitesses est du type multiplaques, avec un engrenage intérieur et extérieur, exactement comme ce qui est utilisé actuellement dans les boîtes de vitesses automatiques.
Le régulateur de régime centrifuge fonctionne indépendamment de la manette des gaz et empêche le moteur de dépasser son régime maximum de 900 tours par minute.
Le Fiat 702 dispose d'un essieu avant suspendu ce qui est une nouveauté exceptionnelle à l'époque. La poulie de battage montée à l'arrière avec frein à main incorporé à 3 vitesses tournant à gauche et une tournant à droite. En dételant le crabotage à la vis sans fin de l'embrayage, on pouvait utiliser la poulie quand le tracteur était à l'arrêt.
Le filtre à air était de type humide, rempli d'eau appelé à l'époque "laveur d'air". Ce filtre avait deux utilisations : purifier l'air et l'humidifier pour empêcher l'avance au démarrage et éviter le cliquetis en cas de forte charge et/ou d'utilisation de carburant avec un taux d'octane trop faible.
Le Fiat 702 pouvait également fonctionner à l'alcool ou au benzol, des carburants dérivés très couramment utilisés dans cet après guerre, ce qui ne nécessitait que quelques règlages du moteur.
Le tracteur pouvait être livré avec des options comme des bandages sur les roues pour une circulation sur "grande" route, dispositif obligatoire ou des réductions finales planétaires dans les moyeux qui réduisaient la vitesse d'un tiers et augmentait la force de traction d'autant. Ce dispositif sera livré d'office sur la version 703 qui disposait d'une puissance supérieure au 702.
Le Fiat 702 a été produit de 1919 à 1925 en 2 097 exemplaires.
C'est un modèle de collection très recherché des amateurs de vieux tracteurs. Selon les spécialistes, il n'en resterait que six exemplaires originaux.

## Caractéristiques techniques

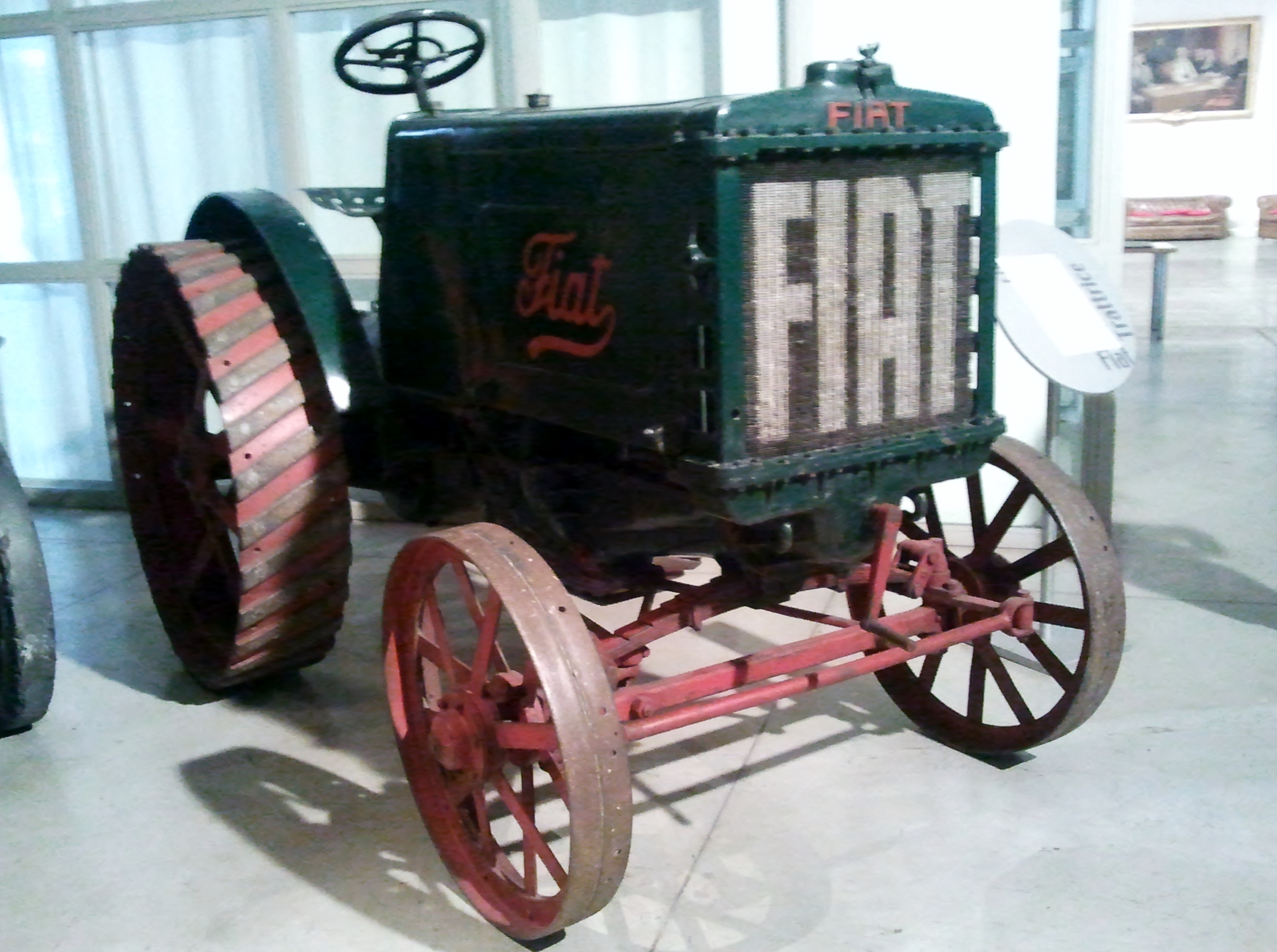
Un Fiat 702 au Musée Centro Storico Fiat

### Moteur
Moteur diesel Fiat type 702 développant 25 ch à 900 tr/min. C'est un quatre cylindres refroidi par eau de 6 200 cm3 de cylindrée avec un alésage de 105 mm et une course de 180 mm. Le carburant pouvait être de l'essence ou du pétrole.

### Boîte
Boîte de vitesses Fiat avec 3 rapports avant et un arrière. En option, il était possible d'avoir un réducteur.

## Évolutions
Ce tracteur connaîtra plusieurs légères évolutions au fil des années avec les variantes 702A, 702B et 702BN.
Une version plus puissante baptisée Fiat 703 disposant de 35 ch a été lancée en 1924 suivie des évolutions 703B et 703BN.
Le premier tracteur à chenilles d'Europe, le Fiat 700C apparaîtra en 1932.